# 執行法官
《執行法官》（英語：Enforcement Department）是2024年首播的法院主題電視劇，由安建執導，张文强、罗松、顾蛮、辛军、张天萌、吴亮編劇，羅晉、楊子姍領銜主演，張晞臨、丁嘉麗、薩日娜、王同輝、房子斌、趙君、徐潔兒、趙柯、林家川、印小天、董璇、孫堅、李文玲、傅淼等聯合出演。2024年6月27日於央視八套首播，優酷視頻与爱奇艺同步播出。

## 劇情簡介
講述齊麟（罗晋 饰）與楚雲 （楊子姍 饰）兩位青年執行法官在一個又一個案件中追求正義的故事。

## 登場人物
- 羅晉 飾演 齊麟
- 楊子姍 飾演 楚雲
- 張晞臨 飾演 陳啟倫
- 丁嘉麗 飾演 黃春香
- 薩日娜 飾演 齊潤玉
- 王同輝 飾演 馬文駿
- 房子斌 飾演 周磊
- 林家川 飾演 張睿
- 印小天 飾演 Simon
- 董璇 飾演 嚴迪
- 趙君 飾演 方大城
- 徐潔兒 飾演 秦虹
- 趙柯 飾演 戴蘭
- 孫堅 飾演 穆子風
- 李文玲 飾演 李桂芝
- 傅淼 飾演 沈婷
- 霍青 飾演 劉川
- 張喜前 飾演 苗雙慶
- 任洛敏 飾演 趙正德
- 王千果 飾演 歐陽璐璐
- 馬昊 飾演 葉軒
- 杜雙宇 飾演 髕安陽
- 何善凱 飾演 張天益
- 白柳嫣 飾演 田佳
- 冉旭 飾演 邵軍
- 沈丹萍 飾演

## 製作
該劇為最高法院出品的政法主題大型電視劇，全程在泉州市取景拍攝，包含泉州西街、清源山、美食街、江口碼頭、惠安海絲電影小鎮及市中院和鯉城法院、晉江法院等等。劇中的「青港市人民法院」的辦公大樓即為市中院辦公大樓，為追求最好的拍攝效果，劇組在市中院搭景佈置立案大廳、訴訟服務中心等場景，還在攝影棚搭建了6000平方米的辦公場景。

## 電視原聲帶
| 曲序 | 曲目               | 词曲   | 演唱   |
| ---- | ------------------ | ------ | ------ |
| 1.   | 善惡說（片尾曲）   | 董穎達 | 樊凱傑 |
| 2.   | 時間無間（片頭曲） | 董穎達 | 張赫煊 |